# Aeroportul Shoreham
Aeroportul Shoreham (IATA: ESH, ICAO: EGKA) este un aeroport din Lancing⁠(d), Adur, West Sussex, South East England, Anglia, Regatul Unit ce deservește zona West Sussex. Aeroportul a fost tranzitat în 2020 de 0 pasageri. A fost deschis în 1910.
Situat la o altitudine de 2 m, aeroportul dispune de 3 piste.

## Infrastructură

### Piste
Aeroportul dispune de 3 piste: 
- pista 02/20 din asfalt, cu dimensiunile 1.036 m × 18 m
- pista 02/20 din Iarbă, cu dimensiunile 602 m × 23 m
- pista 06/24 din Iarbă, cu dimensiunile 799 m × 25 m